# Шоковая терапия (экономика)
Шоковая терапия — экономическая теория, а также комплекс радикальных экономических реформ, базирующихся на этой теории. Эти реформы, как декларируют постулаты «шоковой терапии», «…направлены на оздоровление экономики государства и вывод её из кризиса».
К таким реформам относятся:
- моментальная либерализация цен,
- сокращение денежной массы,
- приватизация убыточных государственных предприятий.

## Аргументы сторонников
Фундамент сторонников теории уходит корнями к либерализации экономики, предпринятой послевоенной Германией (ФРГ) в конце 1940-х годов. В течение 1947 и 1948 годов в весьма сжатые сроки были упразднены ценовой контроль и господдержка предприятий. Эти реформы дали эффект стартового толчка, вылившись в немецкое экономическое чудо. До тех пор Германия имела глубоко авторитарное и интервенционистское правительство и, избавившись от этих административных барьеров «за одну ночь», превратилась в государство с развивающейся рыночной экономикой.
По мнению Международного валютного фонда, для государств с переходной экономикой, шоковая терапия является относительно быстрым и универсальным вариантом перехода к рыночным отношениям, в отличие от постепенного и растянутого на десятилетия перехода, как, например, в Китае.
Одним из основателей и главных идеологов теории является известный экономист Джеффри Сакс, который описал влияние шоковой терапии на прекращение гиперинфляции.

### Примеры
- Великобритания — тэтчеризм (с 1979 года)
- Германия (см. выше)
- Новая Зеландия — роджерномика[вд] (с 1984 года)
- Польша (с 1989 года)

## Аргументы противников
Наоми Кляйн видит в своей книге «Доктрина шока» преимущественно негативные последствия «шоковой терапии», такие как:
- долгая безработица, охватывающая от 20 % до 40 % трудоспособного населения,
- рост преступности и нищеты,
- упадок уровня жизни
- обострение классовой борьбы.

Другие считают это следствием неадекватного применения теории. Несмотря на это, субъекты книги Кляйн, за исключением, пожалуй, реформ Б. Ельцина, имеют мало общего с «шоковой терапией» в описанном выше виде и в том, который поддерживает Д. Сакс.
Не подвергается сомнению тот факт, что для внезапных изменений в структуре и стимулах экономики нужны поведенческие изменения, поток финансов и менее внезапная структура экономики, чем встрясывающий её шок. Компаниям требуется время для формирования и корпоративного устройства; трудовым ресурсам — для приобретения навыков и адаптации к новым условиям.
Критики считают также, что развитые западные макроэкономики опираются на готовую правовую базу, урегулированность и отточенную практику правоприменения (в том числе в части национальных и международных экономических взаимоотношений) и исходят из её первоначальной необходимости, чего невозможно создать сразу в бывшем авторитарном обществе с жёсткой централизацией и одним собственником в лице государства. Даже разработка новых законов о собственности и праве занимает время.
Как отмечает Рауль Кастро, шоковая терапия «часто используется в ущерб самым бедным слоям населения».
Основные аргументы противников:
- Высокий уровень инфляции, гиперинфляция;
- Обвальный спад производства, преимущественно в высокотехнологичных областях;
- Высокий уровень безработицы;
- Имущественное расслоение и резкое снижение уровня жизни;
- Рост социальной напряжённости;
- Кризис социальной сферы, снижение рождаемости и резкий рост смертности населения;
- Резкий рост преступности и криминализации экономики;
- Рост задолженности государства при отсутствии финансовых средств на проведение реформ такого масштаба;
- Усиление политической нестабильности;
- Высокая зависимость экономики от иностранных инвестиций;
- Внешнеторговый дисбаланс.

### Примеры
- Аргентина
- Боливия
- Венесуэла
- Перу
- Россия (см. ниже)
- Чили

## Шоковая терапия в разных странах
Опираясь на прошлый успешный опыт, на заре 1990-х годов Д. Сакс порекомендовал новым макроэкономикам в переходной стадии (странам Восточной Европы, бывшего СССР и Латинской Америки) полностью отпустить все цены, упразднить субсидии, продать государственную собственность и ввести свободный, плавающий курс валют, чтобы дать встряску экономической «летаргии» времён коммунистической эры. Шок принял форму внезапных и радикальных изменений в структуре и стимулах этих макроэкономик.
В результате Польша и другие государства Восточной Европы достигли уровня экономического развития, соответствующего требованиям для вступления в Европейский союз. Макроэкономики же бывшего СССР и Латинской Америки имели переменный успех.

### Боливия
В 1985 году Боливия терпела гиперинфляцию и была не в состоянии отвечать по финансовым обязательствам перед Международным валютным фондом. Д. Сакс, ставший тогда экономическим советником правительства Боливии, взял курс на экстенсивный план, позже ставший известным как «шоковая терапия», резкого понижения инфляции путём либерализации боливийского рынка, прекращением правительственных субсидий, устранением таможенных пошлин и привязке боливийской экономики к доллару США. После реализации плана Сакса инфляция упала с более 20 000 % в 1985 году до 15 % в 1989 году.

### Израиль (1985—1989)
См. раздел «Шоковая терапия (1985—1989)» в статье «История израильской экономики».

### Польша
Польша рассматривается как положительный пример применения «шоковой терапии». С приходом в эту центрально-европейскую страну демократии правительство воспользовалось советами Джеффри Сакса и бывшего экономиста МВФ Давида Липтона, незамедлительно упразднив регуляторные меры, ценовой контроль и субсидии промышленности, находящейся в государственной собственности.
Тем не менее, даже с учётом приватизации государственного сектора, постепенные изменения давались очень тяжело. Объёмы производства возросли, но одновременно подскочила и безработица. В то время как многие стимулы оздоровления экономики были использованы сразу, приватизация государственных компаний была растянута, пока процедура разгосударствления не стала безболезненной для общества, чтобы избежать российской ситуации «дикого капитализма».
На сегодняшний день Польша имеет более высокий ВВП, чем во времена плановой экономики, и постепенно развивающуюся экономику, хотя и сталкивается с экономическими проблемами разного характера, присущими странам Центральной Европы постсоветского лагеря (с учётом уровня доходов в 1993—2004 годах, 1 мая 2004 года Польша была принята в ЕС).

### Россия (1992—1998)
Радикальные экономические реформы в России были начаты 2 января 1992 года. Они проводились командой Е. Гайдара не по классическому сценарию «шоковой терапии»: было провалено одно из её главных условий — резкое снижение инфляции (по итогам 1991 года среднегодовая инфляция в России составила 301,5 % в год, а двузначных чисел (21,5 %) достигла лишь в 1996 году).
По мнению академика РАН А. Д. Некипелова, реализованная в России шоковая терапия (максимальная либерализация экономической деятельности, произвольное распределение госсобственности, финансовая стабилизация за счёт жёсткого ограничения совокупного спроса) привела к созданию убогой квазирыночной системы, особенностями которой были:

беспрецедентная натурализация хозяйственной деятельности, устойчивое значительное превышение процентной ставкой уровня отдачи капитала в реальном секторе и неизбежная в этих условиях ориентация всей экономики на финансово-торговые спекуляции и растаскивание ранее созданного богатства, хронический фискальный кризис, вызванный возникновением «дурной последовательности»: «дефицит бюджета — сокращение государственных расходов — спад производства и разрастание неплатежей — сокращение налоговых поступлений — дефицит бюджета».— А. Д. Некипелов, Рецензия на книгу «Путь в XXI век»
Принято считать, что первые относительные экономические успехи в России проявились только после дефолта 1998 года. Многие считают их следствием последующего консерватизма экономической политики.
Однако рыночные реформы начали приносить плоды раньше:
- дефицит товаров был в какой-то степени преодолён в начале 1992 года при помощи импорта,
- инфляция снизилась до 83 % по итогам 1998 года,
- ВВП продемонстрировал первый рост в 1997 году.

События же 1998 года многие экономисты рассматривают как часть мирового экономического кризиса, который начался с финансового кризиса в Азии осенью 1997 года. Известный либеральный экономист А. Н. Илларионов склонен видеть причину кризиса 1998 года в действиях правительства РФ, называя в числе причин фиксированный валютный курс и пирамиду ГКО.